# Big Mouth & Little Eve
Big Mouth & Little Eve war ein niederländisches Gesangsduo.

## Bandgeschichte
Nachdem sich das Duo Mouth & MacNeal getrennt hatte, bildete Willem Duyn alias Mouth mit der niederländische Sängerin Ingrid Kup (* 11. April 1954 in Goor, Overijssel) das Nachfolgeprojekt Big Mouth & Little Eve. Von 1975 bis 1977 veröffentlichte die Formation diverse Singles, von denen sich drei in den niederländischen Charts platzieren konnten: Uncle erreichte im Mai 1975 Platz 3, Yo-de-lay-dee stieg Ende des Jahres bis auf Platz 26  und What a Beautiful Day erklomm im März 1976 Platz 20.
Kup war nach dem Ende von Big Mouth & Little Eve als Solistin aktiv. 1978 erschien die Single I Need Your Love Tonight unter dem Pseudonym Evie Adams. Zwischen 1980 und 1983 folgten einige Singleveröffentlichungen unter ihren bürgerlichen Namen. 1982 erschien das einzige Soloalbum Feel Me. Auch Duyn arbeitete in dieser Zeit an seiner Solokarriere.
Neun Jahre nach der Trennung veröffentlichten Duyn und Kup 1986 unter dem Namen Adam en Eva die Single Het kriebelt zo.

## Diskografie

### Kompilation
- 1980: The Best Of (Mouth & MacNeal / Big Mouth & Little Eve)

### Singles
- 1975: Uncle
- 1975: Träume gehen schnell vorbei (Uncle)
- 1975: Yo-de-lay-dee
- 1976: What a Beautiful Day
- 1976: Love Me Baby
- 1976: Daddy Won’t You Play Me
- 1977: Jingle Jangle Johnny (Daddy Won’t You Play Me)
- 1977: Welcome Home
- 1986: Het kriebelt zo (als Adam & Eva)